# 奧爾登堡運動競賽俱樂部
奥尔登堡1897运动竞赛俱乐部注册协会（德語：Verein für Bewegungsspiele von 1897 e. V. Oldenburg，简称VfB奥尔登堡）是一家位于德国下萨克森州奥尔登堡的体育俱乐部，成立于1897年。